# Conselheiro Mairinck
Conselheiro Mairinck – miasto i gmina w Brazylii, w stanie Parana. Znajduje się w mezoregionie Norte Pioneiro Paranaense i mikroregionie Ibaiti.